# Turniàcies
Les turniàcies (Thurniaceae) formen una petita família de plantes monocotiledònies nadiues de les regions tropicals del nord-est del Brasil i Guyana, i també de Sud-àfrica. Poden ser reconegudes per les seves tiges erectes, les seves fulles serrades, i les seves flors pentacícliques amb periant escariós.